# Otto Scheidgen
Otto Johann Jakob Scheidgen (* 10. Mai 1893 in Bad Homburg vor der Höhe:41; † 25. März 1977 in Bonn:78) war ein deutscher Denkmalpfleger und Architekt.

## Leben
Otto Scheidgen war der Sohn der aus Rheinbrohl stammenden Eheleute August Scheidgen und Rosalie genannt Röschen, geb. Römerscheid (1867–1937). Nach dem Besuch des Realgymnasiums in Bonn, von dem er mit der Mittleren Reife abging, absolvierte er von 1910 bis 1914 eine Ausbildung zum Privatarchitekten:66 an der Staatlichen Akademie in Chemnitz. Dort legte er auch das Abitur ab.:62 Mit Beginn des Ersten Weltkriegs wartete er nicht die bevorstehende Einberufung ab, sondern meldete sich als Einjährig-Freiwilliger, was ihm auf Grund seiner Ausbildung und des Abiturs möglich war. Zu Beginn diente er als Fähnrich bei der Feldartillerie in der Champagne. Zuletzt fand er Einsatz an der Ostfront, von wo er als Leutnant und ausgezeichnet mit dem Eisernen Kreuz II. Klasse zurückkehrte.:63 Die schlechte Wirtschaftslage ermöglichte es nicht, dass Otto in das Büro seines Vaters eintreten konnte. 1919 trat er daher in das Architekturbüro „Neumann & Kürten“ in Köln ein, 1920 arbeitete er dort bei den Brüdern „Fritz & Tony Müller“ und im vierten Quartal 1920 als Bausachverständiger bei der „Rheinischen Grundstückhandels GmbH“ in Köln. Hieran schloss sich eine dreijährige Arbeitslosigkeit an, bevor er eine Anstellung beim Besatzungsbauamt in Bonn fand.:64
Getrennt lebend von seiner ersten Ehefrau, einer Gastwirtstochter aus Bad Ems:68, lernte Otto Scheidgen um 1929/1930 in Bonn Martha Löbner, die Tochter des dortigen Direktors der Gärtnerischen Versuchsanstalt der Landwirtschaftskammer Rheinland, Max Löbner, kennen. Auf dessen Fürsprache erhielt Otto Scheidgen im Jahr 1930 dann auch den Auftrag für ein Gebäude auf dem Gelände der Versuchsanstalt.:68
Doch erwies sich letztlich die in Chemnitz erlangte Ausbildung als nicht tragfähig zur Finanzierung eines bürgerlichen Haushalts.:68 Auf Initiative von Martha Löbner und mit deren finanzieller Unterstützung:69 studierte Otto von 1933 bis 1938 an der Technischen Hochschule Stuttgart Architektur mit dem Abschluss eines Dipl.-Ing.:70 1934 erhielt er seitens des Württembergischen Landesamts für Denkmalpflege im Rahmen des Projekts der Kunstdenkmälerinventarisation den Auftrag, insbesondere barocke Baudenkmäler Oberschwabens zeichnerisch aufzunehmen. Es entstanden zahlreiche Bauaufnahmen in den Landkreisen Riedlingen, Saulgau, Tettnang, Waldsee und Wangen. Während dieser Zeit wird auch seine erste Ehe geschieden und 1935 die zweite mit Martha Löbner geschlossen.:69 Mit Beendigung seines Studiums im Jahr 1938 erhielt Otto Scheidgen dann das Angebot, die Stelle eines Assistenten des Leiters des Landesamts für Denkmalpflege anzutreten.:70
Bei Beginn des Zweiten Weltkriegs war Otto Scheidgen 46 Jahre alt. 1941 konnte er eine sogenannte u.k.-Stelle besetzen, indem er die stellvertretende Leitung der Abteilung Denkmalpflege bei dem Hochbaudezernat der Stadt Nürnberg besetzte. Zu seinen Dienstaufgaben zählte dort die wöchentliche Kontrolle der Reichskleinodien, die 1938 auf Anweisung von Adolf Hitler von Wien nach Nürnberg verbracht worden waren.:70 f Seine letzte Dienststelle war von Dezember 1951 an bis zur Erreichung der Dienstaltersgrenze mit Vollendung seines 65. Geburtstags – im Jahr 1959 – der Landeskonservator Rheinland, bei dem er die Beseitigung der Kriegsschäden fachlich begleitete. Nach seiner Pensionierung wirkte er über einen Werkvertrag bis 1974 an der Denkmälerinventarisation mit, zu der er über 400 Aufmaße und Bauzeichnungen erstellte, die in 15 Bänden der Publikationsreihe Die Denkmäler des Rheinlandes Eingang fanden.:76 Seine letzten Arbeiten befassten sich mit der zeichnerischen Rekonstruktion des Klosters Heisterbach bei Königswinter.:78 Am 10. Mai 1974 wurde ihm auf Betreiben seiner zweiten Frau das Bundesverdienstkreuz am Bande verliehen.:77

### Familie
Otto Scheidgen heiratete am 15. August 1935 in Friedrichshafen in zweiter Ehe Martha Löbner (* 11. Oktober 1898 in Wädenswihl:67; † 3. Dezember 1974 in Willich:77). Sie war die Tochter des früheren Obergärtners im Schlosspark Dresden, Max Löbner († 1947 in Bonn) und der Hedwig, geb. Wöllner. Von 1926 bis 1932 betrieb Martha Löbner als Musiklehrerin – sie war unter anderem am Bonner Ziskovenkonservatorium ausgebildet worden – in Bad Honnef eine Musikschule.:67 Ihr Vater war seit 1917 Direktor der Gärtnerischen Versuchsanstalt der Landwirtschaftskammer Rheinland in Bonn.:66 f
Aus der Ehe von Otto und Martha Scheidgen ging der Sohn Helmut Scheidgen (* 16. Oktober 1938 in Stuttgart; † 12. Januar 2022):70 hervor, der nach einem Studium (Französisch und Geschichte) an der Universität in Bonn dort 1976 mit der Arbeit „Die französische Thronfolge (987-1500): der Ausschluss der Frauen und das Salische Gesetz“ in Geschichte zum Dr. phil. promovierte. Nach einer vorherigen Beschäftigung als freier Mitarbeiter beim Bundespresseamt, war er von 1977 bis 2003 als Redaktionsleiter beim Saarländischen Rundfunk tätig.:79

## Werk

### Bauten
- 1927:–9999 Fortaleza, Bundesstaat Ceará, Brasilien, Wettbewerb für einen Kirchenbau. (mit August Scheidgen)[1]:66
- 1930:–9999 Bonn-Friesdorf, Gärtnerische Versuchsanstalt der Landwirtschaftskammer Rheinland, Büro- und  Unterrichtsräume sowie eine Wohnung für den Obergärtner.[1]:68

### Restaurierungen
- 1945ff:–999 Deglingen bei Neresheim, Entwurf für einen Barockaltar[1]:73
- bis 1951:–9 Entwürfe für Barockrestaurierungen und Altäre in Erlenbach (ausgeführt), Äpfingen, Sießen, Bad Schussenried, Steinhausen, Mengen, Ehingen, Öpfingen und Gößweinstein[1]:73
- 1952ff:–999 Köln, St. Mariä Himmelfahrt, Wiederherstellung Ostturm und zwei Westtürme[1]:76
- 1952ff:–999 Köln, St. Ursula, Wiederherstellung[1]:76
- 1952ff:–999 Bonn, Doppelkirche Schwarzrheindorf, Wiederherstellung[1]:76
- bis 1956:–9 Neue Turmhauben auf der Maxkirche in Düsseldorf, der Adelheidiskirche in Pützchen,  der evangelisch-lutherischen Kirche am Kolk in Elberfeld, dem Willibrordi-Dom in Wesel, der evangelischen Kirche am Moarkt in Goch, der Katholischen Pfarrkirche in Bödingen und die Laternen auf den vier Ecktürmen der Universität Bonn[1]:76

### Schriften
- Werner von Matthey, Adolph Schahl (Bearb.): Die Kunstdenkmäler des Kreises Tettnang (Die Kunstdenkmäler von Württemberg, Band 4.1) Deutsche Verlags-Anstalt (DVA), Stuttgart/Berlin 1937, 37 Zeichnungen von Scheidgen.
- Werner von Matthey: Die Kunstdenkmäler des Kreises Saulgau. (Die Kunstdenkmäler von Württemberg, Band 4.2) DVA, Stuttgart/Berlin 1938, 33 Zeichnungen von Scheidgen.
- Werner von Matthey, Adolph Schahl (Bearb.): Die Kunstdenkmäler des ehemaligen Kreises Waldsee. (Die Kunstdenkmäler von Württemberg, Band 4.2) DVA, Stuttgart/Berlin 1943, Zeichnungen.
- Adolph Schahl, Werner von Matthey, Georg Sigmund Graf Adelmann von Adelmannsfelden, Peter Strieder (Bearb.):  Die Kunstdenkmäler des ehemaligen Kreises Wangen. (Die Kunstdenkmäler von Württemberg, Band 4.2) DVA, Stuttgart/Berlin 1954, Zeichnungen.
- Zur Wiederherstellung barocker Kirchturmdächer. In: Jahrbuch der rheinischen Denkmalpflege, Band 21, Butzon & Bercker Verlag, Kevelaer 1957, S. XXX.